# Octave Depeyre
Octave-Victor Depeyre, né à Cahors le 15 octobre 1825 et mort à Paris le 29 septembre 1891, est un avocat et homme politique français.

## Biographie
Avocat, opposant à l'Empire, il fut battu aux législatives de 1869. Il est élu député de la Haute-Garonne en février 1871 et siège à droite. 
Il fut ministre de la Justice sous le deuxième gouvernement Albert de Broglie du 26 novembre 1873 au 21 mai 1874, puis élu sénateur du Lot le 30 janvier 1876. Battu en 1879, il quitte la vie parlementaire.
Il est nommé en 1877 administrateur de l'Université catholique de Paris en remplacement d'Eugène de Germiny. Directeur du Français à partir de 1883, il prend la direction politique du Moniteur universel lors de la fusion de ces deux journaux, en novembre 1887.
Octave Depeyre fut aussi élu mainteneur de l'Académie des Jeux floraux de Toulouse en 1861.